# Torsten Ulfheden
Per Torsten Ulfheden, född 21 november 1903 i Västra Sallerups församling, Malmöhus län, död 15 november 1991 i Barkåkra församling, Kristianstads län var en svensk disponent.

## Biografi
Ulfheden var son till löjtnanten Per Andersson och Tyra Winell. Han tog studentexamen 1922, var anställd i mariningenjörskåren 1921-1925 och studerade vid Kungliga Tekniska högskolan 1927. Ulfheden var kemist vid Svenska Sockerfabriks AB (SSAB) i Arlöv 1927. Han var anställd vid olika sockerbruk i Sverige sedan 1927: Staffanstorp, Örtofta, Arlöv, Landskrona och Göteborg. Ulfheden gick på Institut für Zuckerindustrie i Berlin 1928, var kemist vid sockerfabriken i Nauen, Tyskland 1928 samt vid Coolwick, England 1929. Han var chefsassistent vid SSAB 1932, disponent vid Roma sockerbruk 1941-1944 och vid Örtofta sockerbruk från 1944.
Han var konsult såsom värmeteknisk expert till sockerfabriker i Danmark, Nederländerna, Frankrike och Irland samt konsult vid uppförandet av betsockerbruken i Nådendal och Kotka i Finland. Ulfheden var styrelseledamot i Örtoftaortens kraft AB och ordförande i Roma och Björke kommunalförbund, skolrådet och kyrkostämman med mera 1941-1944. Ulfheden var också medlem i Rotary International och skrev uppsatser och artiklar i inhemska- och utländska facktidskrifter.
Ulfheden gifte sig 1930 med Gunhild Callerholm (1905-1993), dotter till notarie Hjalmar Callerholm och Anna Sundell. Han var far till Sten (född 1932), Carin (1936-1960), Hans (född 1943) och Jan (född 1954). Ulfheden avled 1991 och gravsattes på Nya kyrkogården i Barkåkra församling, Skåne län.